# Владимировка (Ульяновская область)
Владимировка — упразднённая деревня в Барышском районе Ульяновской области России. Входила в состав Земляничненского сельского поселения.

## География
Деревня находится в западной части Ульяновской области, в лесостепной зоне, в пределах Приволжской возвышенности, в вершине Барского дола, на расстоянии примерно 6,5 километров (по прямой) к югу от поселка Барыш.

## История
В 1913 в русской деревне Владимировка (Каменка тож) Карсунского уезда Симбирской губернии, находившейся в приходе Казанской церкви соседнего села Кононовка, было 24 двора
Исключена из учётных данных в 2002 году постановлением заксобрания Ульяновской области от 10.12.2002 г. № 066-ЗО

## Население
В 1913 году в деревне проживало 146 человек. С 1989 года постоянное население отсутствовало